# Россия. Полное географическое описание нашего отечества
Россия. Полное географическое описание нашего отечества — многотомное издание, посвященное географии и другим особенностям регионов Российской империи, изданное в 1899—1914 годах. Под редакцией В. П. Семёнова-Тян-Шанского и под общим руководством П. П. Семёнова-Тян-Шанского (вице-председателя Императорского Географического Общества) и профессора В. И. Ламанского (председателя отделения этнографии Императорского Русского Географического Общества).

## История
Издание не было закончено, вышло в свет 11 томов, 1-й том опубликован в 1899, последний в 1914 году, тома 4, 8, 10—13, 15, 17 и 20 не выходили. Некоторые тома были неоднократно переизданы в последующие годы. Особую ценность представляют тома первого оригинального издания. Санкт-Петербург, 1899—1914 гг. Издание А. Ф. Девриена.
Первоначально в рамках серии (см. Предисловие ко всему изданию в 1 томе) планировалось 22 тома, которые затем были сокращены до 20 томов (см. статью «От редакции» в томе 3):
1) Московская промышленная область и Верхнее Поволжье (Московская, Калужская, Тверская, Ярославская, Владимирская, Костромская и Нижегородская губ.).
2) Среднерусская черноземная область (Курская, Орловская, Тульская, Рязанская, Тамбовская, Воронежская и Пензенская губ.).
3) Озерная область (Псковская, Новгородская, Петербургская и Олонецкая губ.).
4) Северная область (Вологодская и Архангельская губ.) - не вышел.
5) Приуралье (Вятскал, Пермская, Уфимская и Оренбургская губ.).
6) Среднее и Нижнее Поволжье и Заволжье (Казанская, Симбирская, Самарская, Саратовская и Астраханская губ.).
7) Малороссия (Харьковская, Полтавская и Черниговская губ.).
8) Заднепровье, Волынь и Подолия (Кивская, Волинская и Подольская губ.) - не вышел.
9) Верхнее Поднепровье и Белоруссия (Смоленская, Могилевская, Витебская и Минская губ.).
10) Литва (Виленская, Ковенская, Гродненская и Сувалкская губ.) - не вышел.
11) Привилинский край (Варшавская, Ломжинская, Седлецкая, Люблинская, Плоцкая, Радомская, Келецкая, Петроковская и Калишекая губ.) - не вышел.
12) Прибалтийский край (Эстляндская, Лифляндская и Курляндская губ.) - не вышел. 
13) Финляндия (Выборгская, Нюландская, Або-Бьернеборгская, Тавастгусская, С.-Михельская, Куопиосская, Вазасская и Улеаборгская губ.) - не вышел.
14) Новороссия (Бессарабская, Херсонская, Таврическая, Екатеринославская губ., обл. войска Донского, Ставропольская губ.). 
15) Кавказ (Кубанская, Терская и Дагестанская обл., Черноморская, Кутанс-ская, Тифлисская, Эриванская, Елисаветпольская, Бакинская губ. и Карская обл.) - не вышел.
16) Западная Сибирь (Тобольская и Томская губ.). 
17) Средняя и Восточная Сибирь (Енисейская, Иркутская губ. и Якутская обл.) - не вышел.
18) Киргизский край (Уральская, Тургайская, Акмолинская и Семипалатинская обл.). 
19) Средне-Азиатские владения (Семиреченская, Сырь-Дарбинская обл., Аму-Дарьинский отдел, Самаркандская и Ферганская обл. с Памиром, Закаспийская область, Хива и Бухара, находящиеся в сфере русского влияния). 
20) Приамурские и Тихоокеанские окраины (Забайкальская, Амурская и Приморская область, а также краткое описание находящихся в сфере русского влияния Маньчжурии, Лиатонского полуострова и отчасти Кореи) - не вышел. 
Первое издание является исторической и культурной ценностью, вывоз томов первого издания за пределы Российской Федерации запрещен.

## Краткое описание
Каждый том заключает в себе следующие отделы и главы:
- I — Природа (формы поверхности и строение земной коры, климат, растительный и животный мир).

- II — Население (Исторические судьбы области. Распределение населения по территории, его этнографический состав, быт и культура. Промыслы и занятия населения. Пути сообщения).

- III — Замечательные населенные места и местности. (Местности, расположенные вдоль железных дорог и вблизи них. Местности, расположенные близ судоходных рек, озёр и морей. Местности, расположенные в стороне от железнодорожной сети и водных сообщений.)

Издание богато иллюстрировано. Карты, диаграммы, фотографии. 
Серия выходила в двух основных вариантах переплета: серый коленкоровый переплет с элементами золотого тиснения и менее богато оформленная картонная обложка. В зависимости от варианта обложки стоимость книг была разной. 

## Полный перечень опубликованных томов
| Том | Год  | Тематика | Описание | Составители |
| --- | ---- | --- | --- | --- |
| 1   | 1899 | Московская промышленная область и Верхнее Поволжье (заключает Московскую, Калужскую, Тверскую, Ярославскую, Владимирскую, Костромскую, Нижегородскую губернии). | С 74 политипажами, 24 диаграммами, картограммами, схематическими профилями, 1 большой справочной и 6 малыми картами.                                            | А. П. Нечаев, И. П. Семенов, А. В. Фомин, П. Ю. Шмидт, А. А. Достоевский, С. А. Адрианов, А. Д. Педашенко, И. Н. Сырнов, В. В. Морачевский, В. П. Семенов. |
| 2   | 1902 | Среднерусская чернозёмная область (Курская, Орловская, Тульская, Рязанская, Тамбовская, Воронежская и Пензенская губернии).                                     | С 123 политипажами, 35 диаграммами, картограммами, схематическими профилями, 1 большой справочной и 10 малыми картами.                                          | В. П. Семенов, И. П. Семенов, П. П. Семенов, А. П. Семенов, О. П. Семёнова, Д. П. Семенов.                                                                 |
| 3   | 1900 | Озерная область (Псковская, Новгородская, С.-Петербургская и Олонецкая губернии).                                                                               | С 119 политипажами, 37 диаграммами, картограммами, схематическими профилями, 1 большой справочной и 8 малыми картами.                                           | Б. Г. Карпов, Н. И. Ильин, Я. Ф. Ставровский, В. В. Морачевский, А. М. Рыкачев, Н. А. Соколов, А. Н. Успенский.                                            |
| 5   | 1914 | Урал и Приуралье (Вятская, Пермская, Уфимская и Оренбургская губернии).                                                                                         | С 131 политипажами, 42 диаграммами, картограммами, схематическими профилями, 1 большой справочной и 10 малыми картами.                                          | Г. Н. Кирилин, Н. А. Коростелев, Б. Б. Гриневецкий, Г. А. Крюге, Н. И. Дрягин, П. Н. Луппов, И. В. Родионов, А. Н. Григорьев, И. Н. Сырнев.                |
| 6   | 1901 | Среднее и Нижнее Поволжье и Заволжье (Казанская, Симбирская, Самарская, Саратовская и Астраханская губернии)                                                    | С 98 политипажами, 35 диаграммами, картограммами, схематическими профилями, 1 большой справочной и 10 малыми картами.                                           | П. А. Ососков, Н. А. Коростелев, Н. Г. Гаврилов, И. Н. Сырнев.                                                                                             |
| 7   | 1903 | Малороссия (Харьковская, Полтавская и Черниговская губернии).                                                                                                   | С 100 политипажами, 40 диаграммами, картограммами, схематическими профилями, 1 большой справочной и 10 малыми картами.                                          | Б. Г. Карпов, А. Я. Пора-Леопович, Ф. Я. Виноградов, Я. Ф. Ставровский, Е. К. Замысловская, В. В. Морачевский, И. М. Малышева.                             |
| 9   | 1905 | Верхнее Поднепровье и Белоруссия (Смоленская, Могилевская, Витебская и Минская губернии).                                                                       | С 111 политипажами, 37 диаграммами, картограммами, схематическими профилями, 1 большой справочной и 10 малыми картами.                                          | В. П. Семенов, М. В. Довнар-Запольский, Д. З. Шендрик, А. К. Кабанов, А. П. Сапунов.                                                                       |
| 14  | 1910 | Новороссия и Крым (Бессарабская, Херсонская, Таврическая, Екатеринославская, Ставропольская губернии и область войска Донского).                                | С 150 политипажами, 46 диаграммами, картограммами, схематическими профилями, 1 большой справочной и 10 малыми картами.                                          | Б. Г. Карпов, П. А. Федулов, В. И. Каратыгин, Я. Ф. Ставровский, В. В. Алексеев, В. В. Морачевский, А. Н. Улиссов и М. С. Семенов.                         |
| 16  | 1907 | Западная Сибирь (Тобольская и Томская Губернии). | С 104 политипажами, 34 диаграммами, картограммами, схематическими профилями, 1 большой справочной и 9 малыми картами.                                           | И. П. Толмачев, Г. М. Красных,А. Н. Сидельников, Ф. Н. Белявский, С. Д. Чадов, В. П. Семенов-Тян-Шанский.                                                  |
| 18  | 1903 | Киргизский край (Уральская, Тургайская, Акмолинская и Семипалатинская обл.)                                                                                     | С 123 политипажами, 35 диаграммами, картограммами, схематическими профилями, 1 большой справочной и 9 малыми картами.                                           | А. Н. Сидельников, Л. П. Осипов, А. Н. Букейханов, С. Д. Чадов, Н. А. Бородин, Т. П. Белоногов, В. П. Семенов, П. Н. Столпянский.                          |
| 19  | 1913 | Туркестанский край (Сыр-Дарьинская обл., Аму-Дарьинский отдел, Зарявшанская и Ферганская обл. с Памиром).                                                       | С 206 политипажами, более 20 диаграмм, картограмм и схематических профилей, с 1 большой справочной картой Туркестана, 1 Памира, 1 Тянь-Шаня и 8 малыми картами. | князь В. И. Масальский. |